# 雅乌国家公园
雅乌国家公园（葡萄牙語：Parque Nacional do Jaú）是一座位于巴西亞馬遜地区的國家公園，該公園是南美洲最大的森林保护区，面积2,367,333公頃（5,849,810英畝），目前进入需受到管制，只有巴西政府的许可才能进入。2000年，雅乌国家公园被联合国教科文组织列入世界遗产名錄，並在2003年與多處保留區一同列入“亞馬遜河中心綜合保護區”。

## 地理位置
雅烏國家公園的名稱來自祖魯鱨的別名，公園內一條主要河流也同樣以雅烏命名。此公園生態系屬亞馬遜生物群系雅普拉-蘇里摩希-尼格羅潮濕林生態分區。公園依照85200法令於1980年9月24日建立，其總面積2,367,333公頃（5,849,810英畝），目前由奇科·門德斯生物多樣性保護協會管理，全區包括亞馬遜州的巴塞洛斯、科達雅斯、新艾朗等都會區。
目前雅烏國家公園是巴西最大的保護區之一，距瑪瑙斯西北方約220（140英里）遠，公園內包含整個雅烏河流域，北邊為烏尼尼河，南邊為卡拉比納尼河，3條河流皆向東流入尼格羅河。其北邊與烏尼尼河精要保留區東部相鄰，西北邊與阿瑪娜持續發展保留區相鄰，東邊為尼格羅河，南邊與尼格羅河州立公園北段相鄰。

## 環境
雅烏國家公園的地形剛好在尼格羅河與蘇里摩希之間的高原地帶，整座公園由兩個主要領域組成，分別為特龍貝塔斯/尼格羅高原與地勢較低的亞馬遜高原西部。較高山坡地帶夾雜山谷地形，其地形平坦度約在150至200（490至660英尺）之間，而較低的區域海拔高度約100（330英尺）。由於此區域土壤排水不佳，經常會有大面積的季節性沼澤林與常年湖群，其年平均降雨量為2,500（98英寸），溫度範圍介於22至32 °C（72至90 °F）之間，平均溫度為26 °C（79 °F）。
此處植被類型有77％的密集熱帶雨林、14％的稀疏熱帶雨林、7％的熱帶雨林與荒原森林過度帶，以及2％的荒原森林。植物學家已經將此處的400種植物物種編制，其中幾種植物只限於特殊環境，如此地的高地和沼澤林區，另有263種魚類記錄下來。

## 保護區
雅烏國家公園在國際自然保育聯盟的保護區管理分類裡等級為2（國家公園等級）。成立目的是保護亞馬遜黑水河生態系統，協助與當地社區進行環境教育，以及推動永續旅遊和研究。隨後，雅烏國家公園計畫成為當代與後代的大型保護區與世界遺產。公園內的受保護物種包括長尾虎貓、美洲豹、巨獺、亞馬遜海牛等。
2000年，雅烏國家公園正式被聯合國教育、科學及文化組織列入世界遺產，2002年時成為亞馬遜河中心生態廊道的一部分。2003年，安納維亞納斯國家公園、阿瑪娜持續發展保留區、馬米拉瓦持續發展保留區一同被納入世界遺產，與雅烏國家公園以亞馬遜河中心綜合保護區的名義列入名單內。2010年，雅烏國家公園被納入尼格羅河低地自然保護區一部分，此新成立的保護區為亞馬遜保護區計劃的一部分。

### 登録基準
该世界遗产被认为满足世界遺產登錄基準中的以下基準而予以登錄：
- （ix）在陆上、淡水、沿海及海洋生态系统及动植物群的演化与发展上，代表持续进行中的生态学及生物学过程的显著例子。
- （x）拥有最重要及显著的多元性生物自然生态栖息地，包含从保育或科学的角度来看，符合普世价值的濒临绝种动物种。

## 照片集

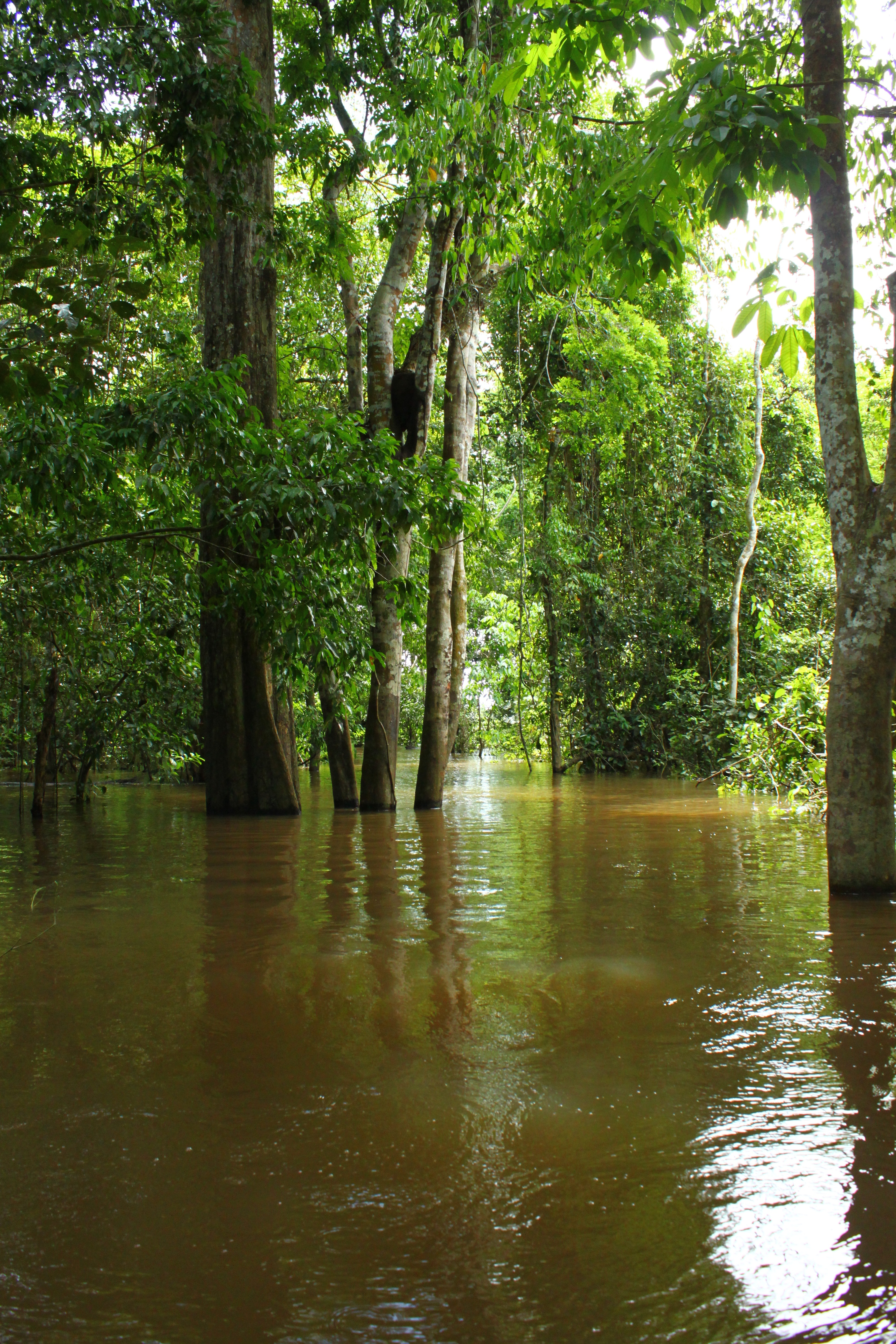
沼澤林一景。
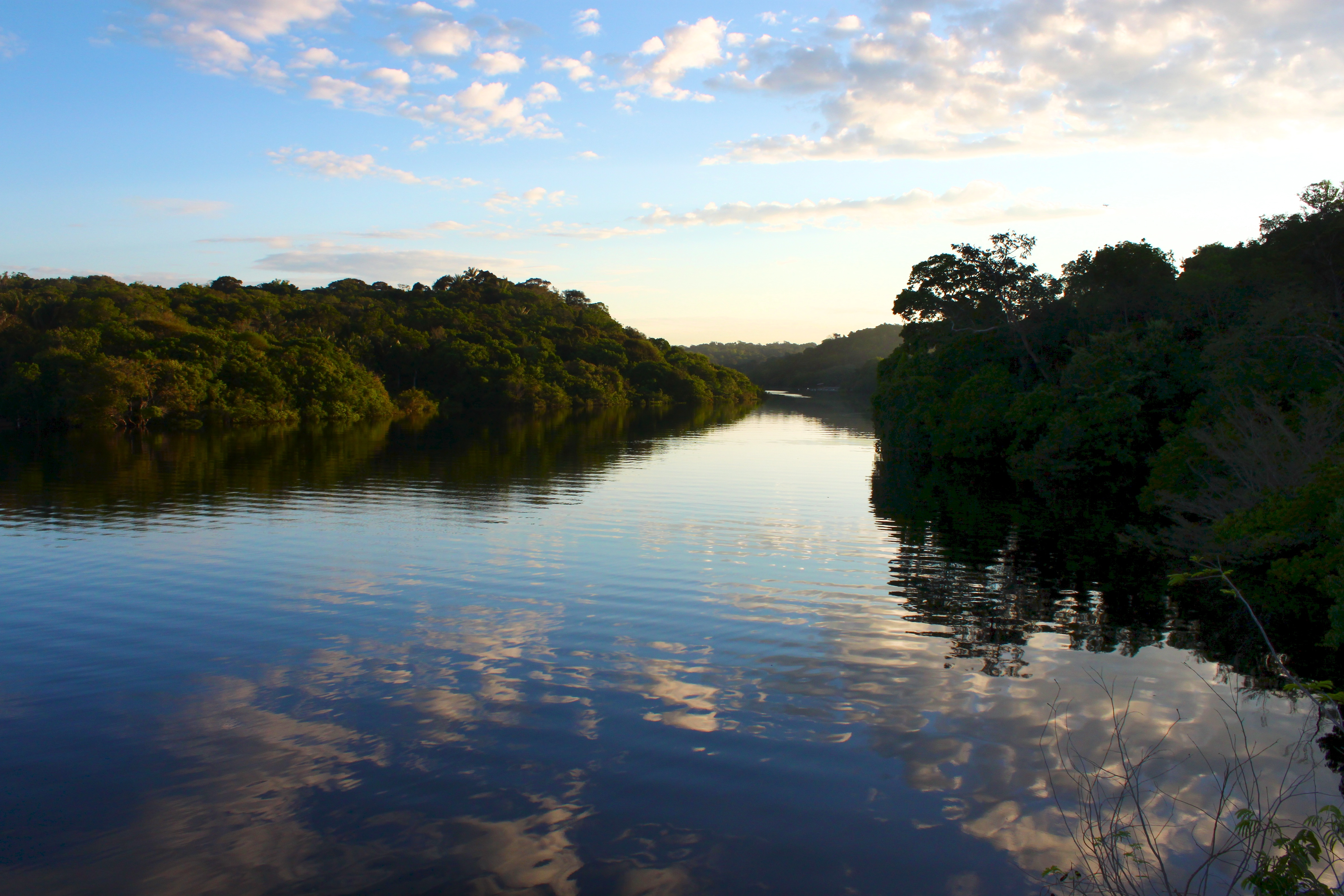
從河道觀賞日出。
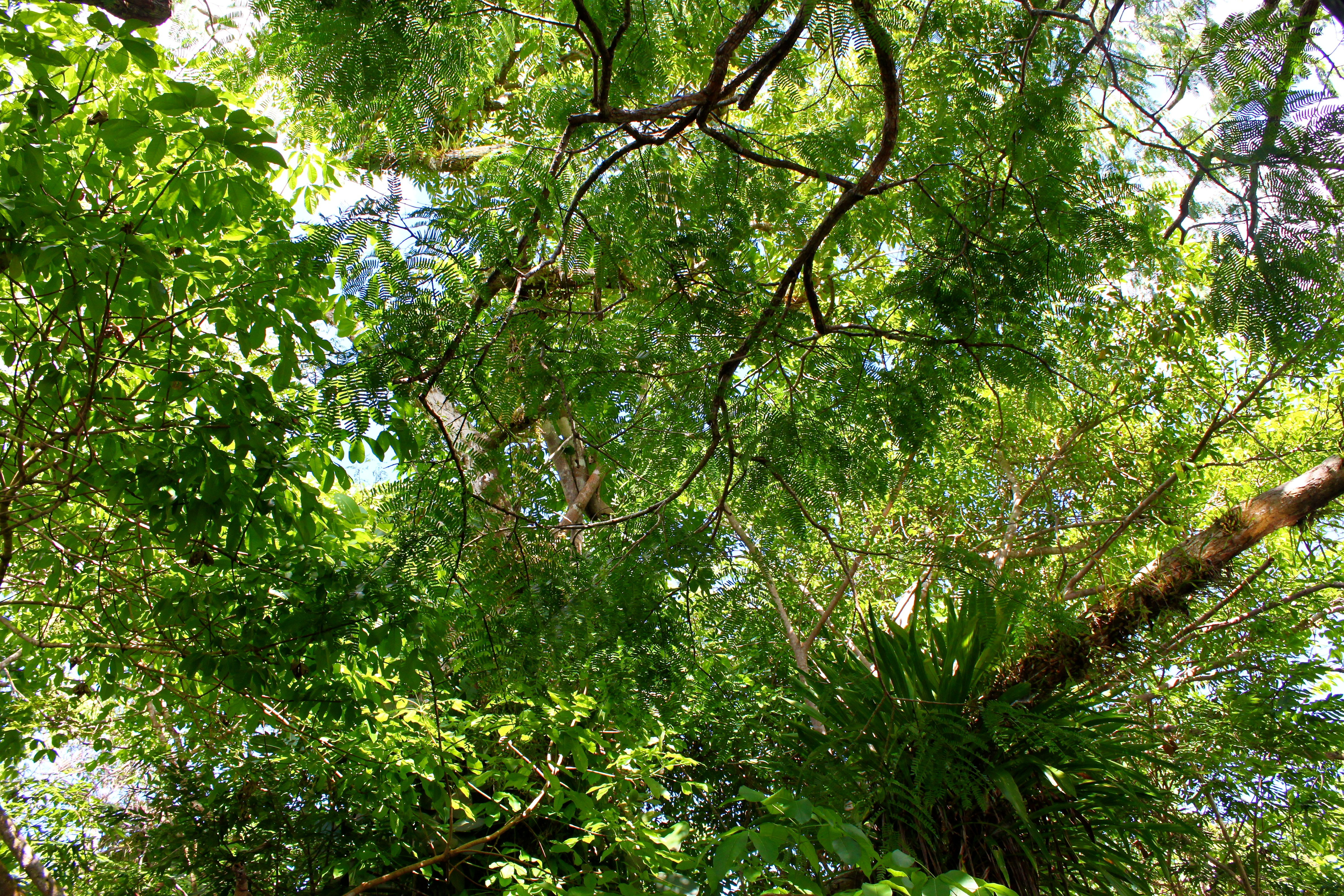
公園內植被一景。
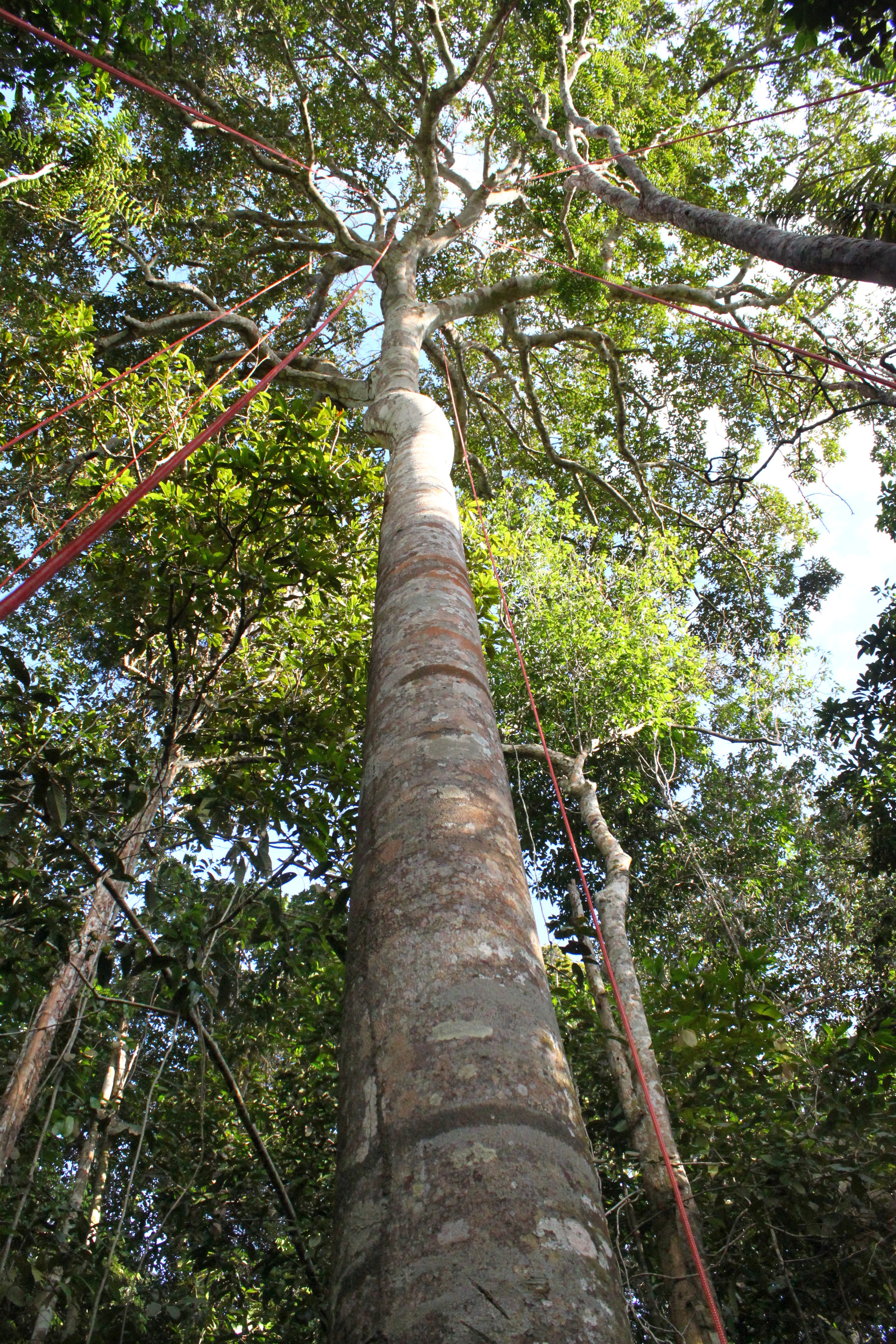
高聳的密林與供遊客攀爬的繩索。

## 註腳
1. 1 2 3  Parque Nacional de Jaú – Via Rural.
2. ↑  Japurá-Solimoes-Negro moist forests – Myers.
3. 1 2 3 4  Unidade de Conservação ... MMA.
4. ↑  PARNA do Jaú – ISA，Informações gerais.
5. ↑  Parque Nacional do Jaú – Chico Mendes.
6. 1 2  Central Amazon Conservation Complex – UNESCO.
7. ↑  CEC Central da Amazônia – ISA，Áreas relacionadas.
8. ↑  Thiago Mota Cardoso 2010.
9. ↑  Full list: PAs supported by ARPA.